# Ashes Remain
Gli Ashes Remain sono un gruppo christian rock statunitense.

## Storia

### Fondazione eWhat I've Become(2001-2012)
Ashes Remain vennero fondati nel 2001 a Baltimora, Maryland quando Josh Smith, nato in Florida, e Ryan Nalepa si incontrarono durante un campo estivo per giovani. Cercarono di formare una band e ci riuscirono quando Smith divenne membro stabile in una chiesa vicino a casa di Nalepa. Gli altri membri del gruppo, ovvero Rob Tahan, Jonathan Hively and Ben Kirk, si unirono qualche mese dopo. Nell'estate del 2003, pubblicarono, in modo indipendente, il primo album, intitolato Lose the Alibis. Il 4 settembre 2004, il bassista Ben Ogden lasciò il gruppo, lasciando questo annuncio sul sito ufficiale del gruppo:
Jon Hively si unì quindi alla band. Lose the Alibis venne seguito da Last Day Breathing, pubblicato il 13 marzo 2007, e dall'EP Red Devotion, pubblicato il 22 luglio 2009. All'inizio del 2010, il gruppo firmò un contratto con la Fair Trade Services.
Nel 2011, la band pubblicò What I've Become, un album fatto "da un modo di sentirsi, per cui non c'è alcuna speranza se non capire cosa si è diventati". La band disse che "il viaggio dall'oscurità alla luce non è di una sola notte e spesso bisogna viaggiare molte volte, ma è un viaggio a cui la band è abituata e si sente in dovere di viaggiare coi propri fans".

### Nuovo album (2013-presente)
Il 28 agosto 2013, il gruppo annunciò su Facebook di essere al lavoro su un nuovo album.

## Discografia

### Album in studio
- 2003 – Lose the Alibis
- 2007 – Last Day Breathing
- 2011 – What I've Become
- 2017 - Let the Light In

### EP
- 2009 – Red Devotion

### Singoli
| Anno | Titolo              | Album di provenienza |
| ---- | ------------------- | -------------------- |
| 2004 | "Broken Pieces"     | Lose the Alibis      |
| 2011 | "Come Alive"        | What I've Become     |
| 2011 | "Everything Good"   | What I've Become     |
| 2012 | "End of Me"         | What I've Become     |
| 2012 | "On My Own"         | What I've Become     |
| 2012 | "Keep Me Breathing" | What I've Become     |
| 2012 | "Change My Life"    | What I've Become     |
| 2012 | "Unbroken"          | What I've Become     |

## Formazione

### Formazione attuale
- Josh Smith - voce (2001-presente)
- Ben Kirk - batteria (2001-presente)
- Rob Tahan - chitarra solista (2001-presente)
- Jon Hively - basso (2004-presente)
- Ryan Nalepa - chitarra ritmica (2001-presente)

### Ex componenti
- Ben Ogden - basso (2001-2004)